# NGC 1438
NGC 1438 je galaksija u zviježđu Eridan.

## Vanjske poveznice
- SEDS: NGC 1438